# Шверінсдорф
Шверінсдорф (нім. Schwerinsdorf) — громада в Німеччині, розташована в землі Нижня Саксонія. Входить до складу району Лер. Складова частина об'єднання громад Гезель.
Площа — 5,57 км2. Населення становить 696 ос. (станом на 31 грудня 2021).